# Kantslöjskivling
Kantslöjskivling (Hypholoma marginatum) är en svampart som beskrevs av J. Schröt. 1889. Kantslöjskivling ingår i släktet Hypholoma och familjen Strophariaceae.  Arten är reproducerande i Sverige. Inga underarter finns listade i Catalogue of Life.

## Källor

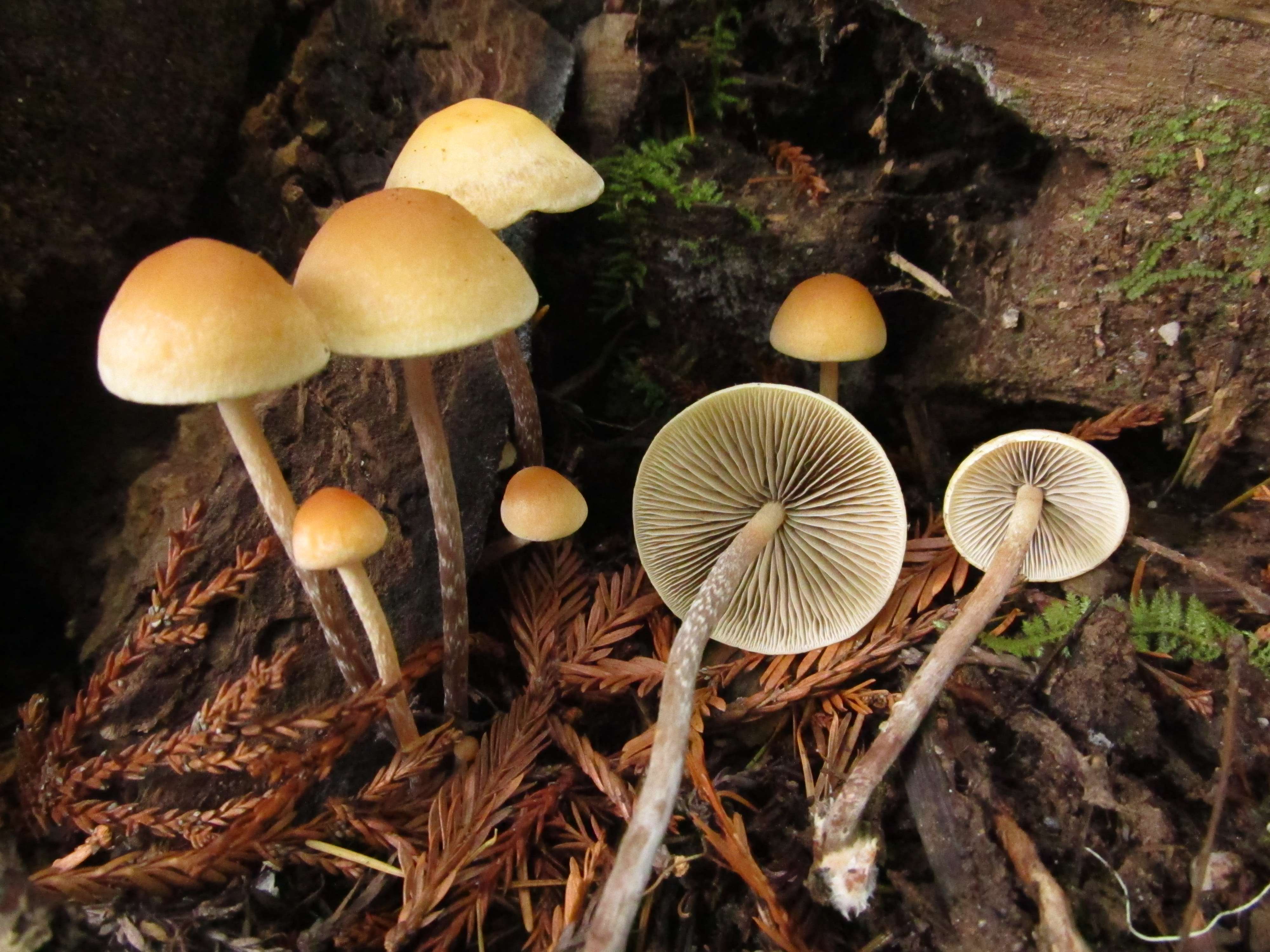
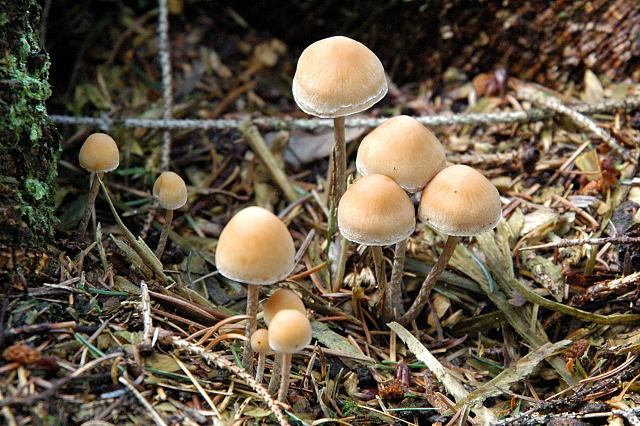
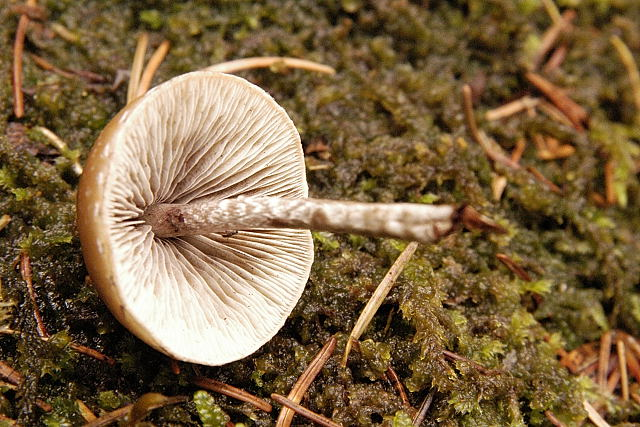
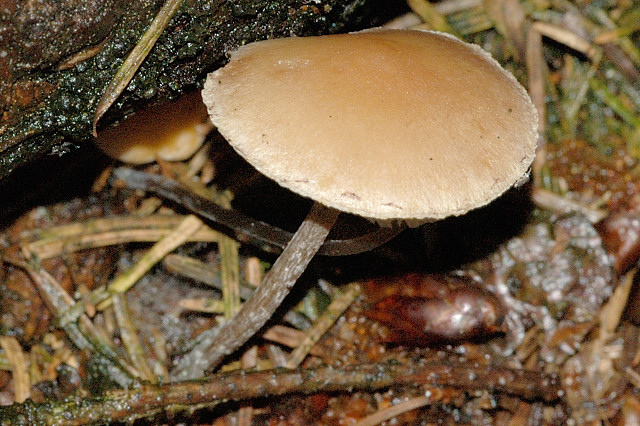
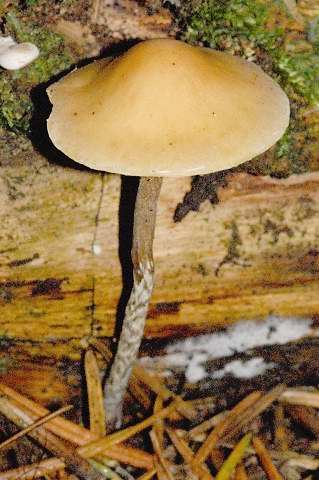